# Профессиональная футбольная ассоциация
Профессиональная футбольная ассоциация (англ. Professional Footballers' Association, PFA) или Ассоциация профессиональных футболистов — профсоюз профессиональных футболистов в Великобритании.  Является старейшей в мире ассоциацией профессиональных спортсменов и включает в себя 4000 членов.

## История

### Профсоюз футболистов (1898—1901)
Предшественником ПФА был «Профсоюз футболистов» (англ. Association Footballers' Union; сокращённо AFU), сформированный в Ливерпуле в феврале 1898 года. Изначально в АФУ вошло около 250 футболистов. Ливерпуль был выбран местом для штаб-квартиры Профсоюза в связи с тем, что значительное число его членов составляли игроки ливерпульского «Эвертона».
АФУ был предшественником ПФА, но просуществовал недолго. Чарльз Саэр, игрок «Блэкберн Роверс» и по совместительству школьный учитель, в декабре 1898 года пытался заключить соглашение с Футбольной лигой, но успеха не добился. АФУ самораспустился в 1901 году.

### Профсоюз футболистов/Профессиональная футбольная ассоциация (1907—настоящее время)
Вторая попытка создания профсоюза футболистов состоялась 2 декабря 1907 года, когда Чарли Робертс и Билли Мередит (которые были членами АФУ) основали организацию под названием «Ассоциация футболистов и тренеров» (англ. Association of Football Players' and Trainers' Union (сокращённо AFPTU) (пресса назвала эту организацию Профсоюз игроков, англ. Players' Union) в отеле «Империал» в Манчестере.  Этот профсоюз возник в связи с тем, что Футбольная лига установила максимальную зарплату футболистам в размере 4 фунтов в 1901 году.
С 1946 по 1957 годы Председателем Профсоюза был капитан «Портсмута» Джимми Гатри. В его книге «Soccer Rebel» («Футбольный бунтарь»), выпущенной в 1976 году, приводится история его председательства и борьбы Профсоюза за улучшение условий контрактов футболистов в те годы, когда лимит на зарплату игрокам ещё не был отменён.
С 1974 года ПФА учредила три ежегодные награды для футболистов (или людей, которые внесли большой вклад в футбол). Первая награда, Игрок года по версии футболистов, присуждается футболисту, который является лучшим в сезоне по результатам голосования других футболистов. Вторая награда, Молодой игрок года, присуждается лучшему молодому футболисту сезона по результатам голосования ПФА. Третья награда, Награда за заслуги, присуждается человеку, который внёс наибольший вклад в футбол в прошедшем сезоне по результатам голосования ПФА.
В 2001 году была учреждена ещё одна награда, Игрок года по версии болельщиков, присуждаемая лучшему игроку сезона по результатам голосования болельщиков. В 2005 году появилась новая награда, на этот раз коллективная: Команда года ПФА. Эта награда выделяет 11 лучших футболистов  в каждой лиге (всего получается 44 футболиста), которые ПФА считает лучшими по итогам сезона.

#### Цели на настоящее время
В сотрудничестве с другими футбольными организациями, ПФА занимается управлением программами «Футбольные стипендии» и «Футбол в микрорайонах».
ПФА является членом Конгресса профсоюзов, Института профессионального спорта и ФИФПро — конфедерации международных профсоюзов футболистов. Действующим исполнительным директором организации является Гордон Тейлор, бывший игрок «Блэкберн Роверс». Большую часть руководящего состава ПФА составляют бывшие профессиональные футболисты, включая заместителя исполнительного директора Мика Макгуайра (экс-игрок «Вест Бромвич Альбион») и помощников исполнительного директора Джона Брэмэлла и Бобби Барнса.. Финансовыми вопросами организации заведует бывший полузащитник «Астон Виллы» Дэс Бремнер.

#### Столетний юбилей
По случаю 100-летнего юбилея создания организации ПФА организовала кампанию «One Goal One Million» («Одна цель — один миллион»). Кампания по сбору средств проводилась в течение всего года с целью сбора 1 млн фунтов для полного финансирования строительства нового отделения по реабилитации детей и физиотерапевтического отделения в Университетском госпитале для детей  Манчестера. На протяжении года ПФА организовала ряд выскоприбыльных мероприятий с участием современных и завершивших карьеру футболистов и тренеров с единственной целью — собрать 1 млн фунтов. Среди мероприятий были гольф-турнир с участием знаменитых игроков, скачки, а также инициативы с участием детей-болельщиков. В день рождения ПФА, 2 декабря, прошёл матч между сборной английских легенд (капитаном которой был Алан Ширер, а тренером — Терри Венейблс) и сборной мира (капитаном которой был Джанфранко Дзола, а тренером — Юрген Клинсманн), после которого был устроен праздничный ужин с участием известных шоуменов.
В декабре юбилейного года ПФА обнародовал очередную награду — Лучшие игроки по версии болельщиков, список самых любимых болельщиками игроков для каждого клуба Футбольной лиги (по одному игроку для клуба). При составлении списков ПФА учла мнения болельщиков как действующих, так и ряда  прекративших своё существование команд Лиги об их любимом футболисте.

## Руководство

### Управленческий комитет
- Председатель: Крис Пауэлл (Лестер Сити)
- Скотт Макглейш (Викомбе Уондерерс)
- Маркус Ханнеманн (Рединг)
- Гари Невилл (Манчестер Юнайтед)
- Даррен Мур (Барнсли)
- Нил Катлер (Завершил карьеру)
- Бен Сэджмоур (Кингс Линн)
- Гарет Гриффитс (Нортвич Виктория)
- Кларк Карлайл (Бернли)
- Крис Хоуп (Рашден энд Даймондс)
- Колин Мердок (Шрусбери Таун)

#### Экс-председатели
- Джимми Гатри
- Джимми Хилл
- Гордон Тейлор
- Брайан Мэрвуд
- Дерек Дуган
- Гарт Крукс
- Барри Хоурн
- Ник Кьюзак
- Дин Холдсворт

### Исполнительный комитет
- Исполнительный директор: Гордон Тейлор
- Заместитель исполнительного директора: Мик Макгуайр
- Помощник исполнительного директора: Бобби Барнс
- Помощник исполнительного директора: Джон Брэмэлл

### Администраторы ПФА
- Ричард Джобсон
- Мартин Бакен
- Ник Кьюзак